# Bürgerdeputierte
Bürgerdeputierte sind Bürger, die an der Arbeit der Ausschüsse einer Bezirksverordnetenversammlung von Berlin stimmberechtigt teilnehmen. Auch nichtdeutsche Staatsbürger können Bürgerdeputierte werden. Die Funktion ähnelt der eines sachkundigen Bürgers in anderen Bundesländern.

## Grundlagen
Die Beteiligung von ehrenamtlichen Bürgern in Ausschüssen der Bezirksverordnetenversammlung hat Verfassungsrang.
Deputierte sind ganz allgemein Mitglieder einer Abordnung, die im Auftrag einer Versammlung einer politischen Körperschaft Wünsche oder Forderungen überbringen. In diesem Sinn sollen auch Bürgerdeputierte in den Ausschüssen bei der Beratung kommunalpolitischer Themen die Belange der Bürger des Bezirks einbringen. Dieser Gedanke eines Elements direkter Demokratie fand sich bereits in der Urfassung des Berliner Bezirksverwaltungsgesetzes. Dort heißt es u. a.: „Bürgerdeputierte sind sachkundige Bürger, die stimmberechtigt an der Arbeit der Ausschüsse der Bezirksverordnetenversammlung teilnehmen. Auch Ausländer können Bürgerdeputierte werden.“

## Wahlen und Umfang
Bürgerdeputierte werden von der Bezirksverordnetenversammlung auf Vorschlag der Fraktionen gewählt. Die Wahl erfolgt für die Dauer der Wahlperiode. Bürgerdeputierte können auch mit einer Zweidrittelmehrheit von der Bezirksverordnetenversammlung abberufen werden.
Eine Bezirksverordnetenversammlung kann bei Ausschüssen, die sie bildet, bis zu vier Bürgerdeputierte hinzuwählen, die Bezirksverordneten müssen dabei die Mehrheit bilden.

## Voraussetzungen
Bürgerdeputierter oder Stellvertreter kann nur werden, wer das 16. Lebensjahr vollendet hat, seine Hauptwohnung in Berlin hat, nicht dem Abgeordnetenhaus von Berlin oder einer Bezirksverordnetenversammlung von Berlin angehört, nicht in derselben Bezirksverwaltung als Beamter oder Angestellter tätig ist und nicht Mitglied oder Prüfer des Rechnungshofs von Berlin ist.

## Rechtsstellung
Die Rechtsstellung der Bürgerdeputierten in Ausschüssen ist im Wesentlichen identisch mit der Stellung der Bezirksverordneten, sie haben in den Ausschüssen Stimm-, Rede- und Antragsrecht.

## Entschädigung
Auch Bürgerdeputierte erhalten eine Aufwandsentschädigung. Diese bezieht sich allerdings – im Unterschied zu Bezirksverordneten – lediglich auf die Teilnahme an den Ausschusssitzungen. Eine Grundentschädigung und andere Zulagen werden nicht gewährt (vgl. § 23 BezVG).